# 뮤직레인
주식회사 뮤직레인(일본어: 株式会社ミュージックレイン 가부시키가이샤 뮤짓쿠레인[*], 영어: MusicRay'n Inc.)은 일본의 음악 출판사이자 예능 사무소다. 주식회사 소니 뮤직 엔터테인먼트(SMEJ)의 자회사다.
회사로서는 2005년 4월 사업을 개시했지만, 2003년 말 에는 이미 소니 뮤직 내의 레이블로서 존재했다. 공식 홈페이지의 개설은 2007년 11월이다.
제작 악곡의 텔레비전 광고에서는, 〈Music Ray'n〉이 아니라 SME 공통의 사운드 로고와 함께 〈Sony Music〉이라고 표시된다. 또 CD의 문의처도 SME이며, 레이블로서의 뮤직레인은 SME 그룹의 독립 레이블이 아니라, SME 본체의 내부 레이블 취급이다. 따라서 실질적인 발매원·선전·판촉은 소니 뮤직 레이블스가 담당한다.
아티스트 매니지먼트 사업 외에, 2006년부터는 성우·무대 배우의 매니지먼트도 실시한다.
현재 소속성우는 전원 '뮤직레인 슈퍼성우 오디션'의 합격자다. 2005년부터 2006년에 걸쳐 개최된 제1회 오디션에는 타나카 리에가 심사원으로서 참가해, 그 인연으로 합격자 4명(2009년에 스피어를 결성)은 당시의 타나카가 퍼스널리티를 맡고 있던 라디오 프로그램 《유라쿠초 애니메이션 타운》에 출연했다. 2011년에는 제2회 오디션, 2017년에는 제3회 오디션이 개최되었다.
또 《NANA》(영화판), 《교향시편 유레카 세븐》, 《건담 시리즈》, 《CLUSTER EDGE》 등 TV 프로그램(TV 애니메이션 포함)과 영화 사운드트랙, 베스트 음반, 캐릭터송 판매도 하고 있다.

## 소속 탤런트 아티스트
☆는뮤직레인 레이블로 음악 활동을 하는 사람.

### 성우
()는 슈퍼 성우 오디션 합격회.
- 아이카와 카나타 (제3회)
- 아사쿠라 모모 (제2회)☆
- 아마미야 소라 (제2회)☆
- 코토부키 미나코 (제1회)☆
- 타카가키 아야히 (제1회)☆
- 타치바나 미라이 (제3회)
- 토마츠 하루카 (제1회)☆
- 토요사키 아키 (제1회)☆
- 나츠카와 시이나 (제2회)☆
- 나츠메 코코나 (제 3 회)
- 히나타 모카 (제 3 회)
- 미야자와 코하루 (제3회)

### 아티스트
- 스피어 (레이블은 란티스의 GloryHeaven)
- CHiCO ☆
- TrySail (레이블은 SACRA MUSIC)
- HoneyWorks (사무소는 잉크 스튜 엔터) ☆
- halca (레이블은 SACRA MUSIC)
- 시유이

### 과거에 속한 탤런트 아티스트
- Angelo (2009년 12월, 킹 레코드에서 이적)[3]☆
- eico ☆
- Cluster'S ☆
- DJ KRUSH ☆
- ON/OFF (데프스타 레코드로 이적→인디→해산) ☆
- 안틱 카페 (소니 뮤직 아티스츠로 이적) ☆
- SunSet Swish (같은 SME 계열의 SME 레코드로 이적. 매니지먼트는 계속. 2011년 2월로 활동 멈춤) ☆
- KARIYA
- sana ☆